# August von Arnswaldt

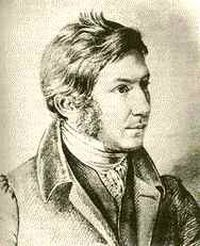
August von Arnswaldt

August Friedrich Ernst von Arnswaldt  (* 13. August 1798 in Hannover; † 25. Juni 1855 ebenda) war ein deutscher Literat.

## Leben

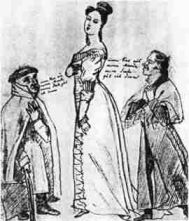
Karikatur: Droste-Hülshoff „betextet“ von Straube (links) und von Arnswaldt (rechts), gezeichnet von Ludwig Emil Grimm (1820)

Er stammte aus dem thüringischen Adelsgeschlecht von Arnswaldt und war der älteste Sohn des hannoverschen Ministers und Kurators der Göttinger Universität Karl Friedrich Alexander von Arnswaldt. Er besuchte das Gymnasium zu Gotha und studierte von 1816 bis 1820 an der Universität Göttingen Jurisprudenz, nebenher beschäftigte er sich mit deutscher Literatur. Er war Mitglied des Corps Hannovera und gemeinsam mit seinem Corpsbruder Rudolf Christiani, vermutlich auch Carl August Heinrich Zwicker gehörte er 1817 auch der studentischen Literatenvereinigung Poetische Schusterinnung an der Leine an. Von August von Arnswaldt wird berichtet, dass er Annette von Droste-Hülshoff Verliebtheit vortäuschte, um sie für seinen Freund Heinrich Straube auf Treue zu testen. Mit Straube und den vorgenannten war von Arnswaldt über die Herausgabe der literarischen Zeitung Wünschelruthe (1818) verbunden.
Arnswaldt gehörte einem sogenannten Bökendorfer Kreis an und lernte dort Annette von Droste-Hülshoff kennen. Sie kam erstmals in einem Alter von acht Jahren nach Bökendorf, um ihre Großeltern zu besuchen. Die Begründer und die Träger des Bökendorfer Kreises waren die Brüder Werner von Haxthausen und August von Haxthausen sowie deren Schwestern Anna von Haxthausen, die später die Ehefrau von August von Arnswaldt wurde, Ludowine von Haxthausen und Ferdinandine von Haxthausen. Auch Wilhelm Grimm kam im Jahr 1811 nach Bökendorf, sein Bruder Jacob Grimm reiste 1846 dorthin. Arnswaldt spielte im Bökendorfer Kreis eine unrühmliche Rolle in Bezug auf Annette von Droste-Hülshoff, indem er maßgeblich die sogenannte „Jugendkatastrophe“ der Droste mit verursachte. Im Jahr 1820 hatte die damals 23-jährige Annette in Bökendorf den Literaten Heinrich Straube kennengelernt. Dieser war ein Freund Arnswalds und von wenig attraktivem Aussehen. Wenig später machte auch der gut aussehende Arnswaldt Annette Avancen. Als die Schriftstellerin darauf einging, wandte sich Arnswaldt ab und stellte sein Verhalten als Probe der Treue Annettes zu seinem Freund Straube dar. Es kam zu einem Zerwürfnis. Sowohl Straube als auch Arnswaldt kündigten der jungen Droste die Freundschaft auf. Bestürzt und beschämt zog sich Annette aus Bökendorf zurück und betrat das Haus zwanzig Jahre nicht mehr. Das Ereignis wurde zum persönlichen Trauma. Annette von Droste-Hülshoff blieb bis zu ihrem Tod im Jahr 1848 unverheiratet. Arnswaldt aber heiratete 1830 eine Schwester der Brüder Haxthausen, welche an der Intrige ebenfalls aktiv teilgenommen hatte.
Arnswald wurde Königlich hannoverscher Legationsrat, gab aber seinen Posten bei der Gesandtschaft in Paris bald auf. Er verkehrte fortan mit den im Königreich Hannover bestimmenden Geistesgrößen wie den Brüdern Grimm und lebte als Privatgelehrter von seinen Einkünften als Lehnsherr auf Hardenbostel (Ortsteil von Asendorf (Landkreis Diepholz)) und Hoya sowie der mecklenburgischen Güter Gustävel (heute Ortsteil von Kuhlen-Wendorf) und Schönlage (Ortsteil von Weitendorf (bei Brüel)). Sein Lebensstil war geprägt von einer lutherischen Form der Erweckungsbewegung. 1834 gehörte er zu den Mitbegründern des Hannoverschen Missionsvereins. Seine Veröffentlichungen waren vorwiegend theologischen Inhalts und erschienen teilweise anonym; die Deutsche Laien-Theologie, an der er jahrelang arbeitete, blieb Fragment und wurde erst 1972 ediert. Er übte jedoch großen persönlichen Einfluss auf Philipp Spitta (1801–1859) und Ludwig Adolf Petri (1803–1873) aus.

### Sammlung Arnswaldt
Er baute die vom Vater übernommene umfangreiche Privatbibliothek aus und legte eine umfangreiche Sammlung von niederdeutschen Handschriften an, darunter große Teile der Bibliothek des Augustinerinnen-Klosters Nazareth in Geldern. Diese Sammlung kam nach Arnswaldts Tod in die Staatsbibliothek zu Berlin. Im Zweiten Weltkrieg ausgelagert, kehrte sie im Wesentlichen 1958 zurück. Einige Stücke befinden sich jedoch auslagerungsbedingt noch in Krakau.

## Schriften
- Vier Schriften von J. Ruisbroeck in niederdeutscher Sprache. Herausgegeben von A. v. Arnswaldt. Mit einer Vorrede von C. Ullmann. Hannover 1828.
- Beiträge zur Wünschelruthe, 1818.